# Saskatchewan Highway 11
Der Saskatchewan Highway 11 in der mittelkanadischen Prärieprovinz Saskatchewan verbindet die beiden größten Städte Regina und Saskatoon. Er hat eine Länge von 392 km und ist als Core-Route Bestandteil des National Highway Systems. Die Route ist auch als Louis Riel Trail bekannt und ist nach einem Führer der Métis benannt.

## Verlauf
Der Highway beginnt im Süden der Provinz in ihrer Hauptstadt Regina. Er beginnt am Trans-Canada Highway im Osten der Stadt und führt von dort aus durch die Graslandschaften um Regina nach Nordwesten. Bei Lumsden überquert die Route den Qu'Appelle River. Nördlich davon am Arm River befindet sich eine archäologisch interessante Gegend, in der die dort ansässigen Métis Bisons gejagt haben.
Die Route trifft dann erstmals auf Highway 2, der auf direktem Weg nach Prince Albert im Norden bzw. Moose Jaw im Süden führt. Die Route führt weiter in nordwestlicher Richtung, nördlich von Dundurn liegt ein Truppenübungsplatz der kanadischen Streitkräfte. Weiter nach Norden hin liegt Saskatoon, die größte Stadt der Provinz. Highway 11 trifft auf Highway 16, den Yellowhead Highway. Es folgt eine Besonderheit: Highway 11 und 16 bilden gemeinsam einen Ring um die Stadt, d. h. die gesamte Umgehungsstraße wird mit beiden Highways ausgezeichnet. Im Norden der Stadt verlässt Highway 11 die Ringstraße und verläuft parallel zum South Saskatchewan River. Südlich von Prince Albert trifft er erneut auf Highway 2 und endet dort.

## Ausbau
Um Regina wird eine Umgehungsstraße gebaut. Östlich vom derzeitigen Beginn des Highway 11 wird ein neuer Knoten gebaut, von dem aus Highway 11 in südwestlicher Richtung abzweigen wird. Highway 11 wird dann südlich bzw. westlich der Stadt um Regina geführt, um dann im Norden wieder auf die alte Route zu treffen. Es ist geplant, diese Baumaßnahme bis Ende Oktober 2019 fertigzustellen.